# Limnomysis
Limnomysis is een geslacht van aasgarnalen uit de familie van de Mysidae.

## Soorten
- Limnomysis benedeni Czerniavsky, 1882 (Kaspische slanke aasgarnaal)

Niet geaccepteerde soorten:
- Limnomysis brandti Czerniavsky, 1882 → Limnomysis benedeni Czerniavsky, 1882
- Limnomysis schmankewiczi Czerniavsky, 1882 → Limnomysis benedeni Czerniavsky, 1882